# Рамирес, Франциска
Франциска Рамирес Торрес (также известная как донья Франциска или донья Чика, род. 10 октября 1976 или 1977, Nueva Guinea, Атлантико-Сур) — никарагуанская активистка за права фермеров и крестьян (кампесинос). Она была лидером протестов, которые начались в 2014 году против предложенного развития трансокеанского канала через Никарагуа и за отмену закона 2013 года (Закон 840), предоставляющего китайской компании HKND концессию на канал и другие инфраструктурные проекты.

## Ранняя жизнь
Франциска Рамирес Торрес родилась в 1977 году в небольшом сельском поселении в Нуэва Гвинее, тогда известном как Сомоса, на карибском побережье Никарагуа. Семья Рамирес была родом с тихоокеанского побережья Никарагуа, но была перемещена в 1950-х годах в рамках программы режима Сомоса по переселению фермеров с небольшими садами в регион, чтобы освободить место для выращивания хлопка. Эти фермеры, в том числе семья Рамирес, были переселены в так называемые «колонии» на побережье Карибского моря, в то время девственные леса.
У родителей Рамирес было пятеро детей, её отец ушел во время войны, когда ей было семь лет, после чего её привлекли помогать матери воспитывать братьев и сестер. Она бросила школу после третьего класса и в 12 лет начала ездить в Манагуа, чтобы продавать урожай местным фермерам.

## Активизм
У Рамирес появилась своя земля в Ла-Фонсеке, а также небольшой парк грузовиков, на которых она, её муж и дети перевозили урожай. Как и её соседи по сельской общине, семья Рамирес экономически зависит от обрабатываемой ими земли, и она была встревожена, когда китайские геодезисты прибыли без предварительного уведомления, чтобы начать измерение их земель для строительства канала. Рамирес начала организовывать сопротивление, когда узнала, что им угрожает опасность быть перемещёнными из-за Закона № 840 об экспроприации земель, в рамках предоставления китайской компании HKND концессии на предполагаемый трансокеанский канал и другие инфраструктурные проекты.
Рамирес стала главой организации по защите окружающей среды и прав крестьян, Национального совета по защите земли, озёр и суверенитета (Consejo Nacional para la Defensa de la Tierra, Lago y Soberanía). В соответствии со своим уставом, Совет по защите земли функционирует как беспартийное и самомобилизованное массовое движение, независимое от политической партии или принадлежности к НПО, и Рамирес сама не относится ни к какой политической партии; она отказалась от предложений должности в обмен на вступление в партию. Она также отказалась от участия в закрытых встречах с президентом Даниэлем Ортегой и отказалась от выкупа своих земель по высокой цене, предложенного в обмен на прекращение её деятельности.
В декабре 2016 года национальная полиция Никарагуа конфисковала две рабочие машины Рамирес.
Во время протестов в апреле 2018 года в Никарагуа Рамирес вместе с другими лидерами крестьянского движения выступила с заявлением в поддержку молодежи и самоорганизованных массовых протестующих и призвала ко всеобщей забастовке.

## Признание
В 2016 году Forbes Mexico назвал Рамирес одной из 50 самых влиятельных женщин Центральной Америки.
В 2017 году Рамирес заняла второе место премии Front Line Defenders для правозащитников.